# Danylo Apostol

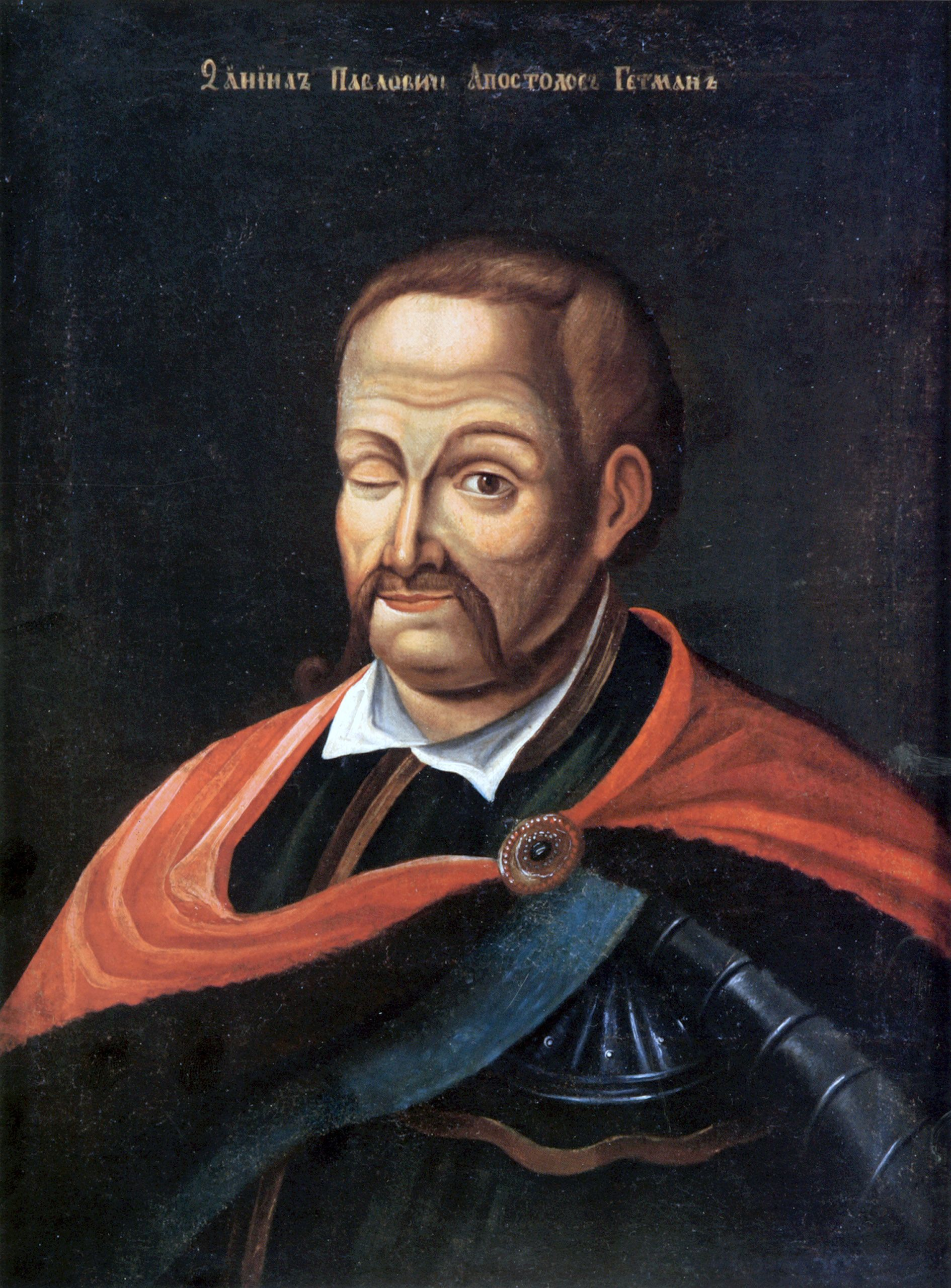
Danylo Apostol

Danylo Apostol (ukrainska: Данило Апостол) (1654-1734), var en hetman av kosackerna under det Stora nordiska kriget. Han slogs bland annat mot svenskarna under tiden 1701-1705 i östra Europa. Bland annat deltog och ledde han en grupp kosacker tillsammans med ryssar i slaget vid Kletsk mot svenskarna, vilka sistnämnda segrade. Han dog senare år 1734.

## Biografi
Född i en kosackfamilj av moldaviskt ursprung, Danylo Apostol var en framstående militär ledare, polkovnyk (överste) från Myrhorods regemente, och en deltagare i de ryska kampanjerna mot det osmanska riket och Krimkhanatet. Han stred i det stora norra kriget mellan 1701 och 1705 mot svenskarna i Livland och det polsk-litauiska samväldet, men anslöt sig 1708 kort till Hetman Ivan Mazepa som stod på Karl XII av Sveriges sida mot Peter I av Ryssland. Senare bytte Danylo Apostol igen sida och stred på den ryska sidan och utmärkte sig i Slaget vid Poltava. 1722 ledde han kosackenheter under det rysk-persiska kriget som ledde till att den ryska makten utvidgades i Kaspiska regionen. Danylo Apostol tappade ögat under erövringen av den persiska Derbent-fästningen, detta kommer att ge honom ett smeknamn "blind Hetman".